# Oskar Bolza
Oskar Bolza   (Bad Bergzabern, 12 de maig de 1857 - Friburg de Brisgòvia, 5 de juliol de 1942) va ser un matemàtic alemany que va treballar durant uns anys als Estats Units.

## Vida i Obra
Bolza era fill d'un oficial judicial que va viure a diferents indrets del sud d'Alemanya, la seva mare pertanyia a una família que explotava una fàbrica de màquines d'imprimir, la família es va acabar establint a Friburg de Brisgòvia el 1873. Va ser en aquesta època en què Bolza va canviar el seu interès per la filologia pel de les matemàtiques. El 1875 va començar els seus estudis universitaris a la universitat de Berlín in va conèixer i fer amistat amb Heinrich Maschke. Els tres anys que va estar a Berlín va estudiar física amb els professors Kirchhoff i von Helmholtz, anant després a les universitats de Heidelberg i d'Estrasburg i abandonant, finalment, la física per les matemàtiques pures. Va obtenir el títol de professor de secundària i els anys 1883-1885 va ser professor del institut de Friburg mentre continuava treballant en la seva tesi doctoral, títol que li fou concedit per Felix Klein de la universitat de Göttingen.
El curs següent, 1886-1887, i amb el seu amic Maschke, va assistir a la universitat de Göttingen on participaven en un seminari privat organitzat per Klein. Però com que no tenia gaire confiança en obtenir una plaça universitària a Alemanya, el 1888 va emigrar als Estats Units amb el suport financer de la seva família. Després d'una breu estança a la universitat Johns Hopkins, va ser professor durant tres anys a la universitat de Clark. El 1892, tan ell com el seu amic Maschke, van ser contractats com els primers professors de la universitat de Chicago, en el departament de matemàtiques que dirigia un jove Eliakim Hastings Moore qui, malgrat ser estatunidenc, també havia estudiat a Alemanya. Aquest trio de professors, que s'estimulaven mútuament, van portar en pocs anys el departament de matemàtiques de la universitat a ser un dels més importants d'Amèrica.
Els primers anys de Bolza a Chicago va continuar fent recerca en els mateixos temes que havia estudiat per al seu doctorat: les relacions entre les integrals el·líptiques i hiperel·líptiques, però a partir de 1901 el seu interès es va començar a decantar pel càlcul de variacions. Sobre aquest tema va publicar llibres importants en els anys successius.
En morir Maschke el 1908, Bolza va tenir desig de retornar a Alemanya, cosa que va fer el 1910 en ser nomenat professor honorari de la universitat de Friburg. La universitat de Chicago, per la seva banda, el va nomenar professor de matemàtiques no-resident, títol que va ostentar fins a la seva mort. La Primera Guerra Mundial va tenir uns efectes desastrosos en l'activitat científica de Bolza, qui va començar a decantar-se per l'estudi de la psicologia religiosa i el sànscrit, arribant a publicar un llibre sobre el tema, Glaubenslose religion (Religió sense fe), tot i que sota el pseudònim de F. H. Marneck. El 1929 va reprendre les seves classes a la universitat de Friburg, però el 1933 es va retirar definitivament.